# Elizabeth Emery
Elizabeth Emery née le 16 mars 1964, est une coureuse cycliste professionnelle américaine.

## Palmarès sur route
- 1992
  - 2e du Tour de Toona
- 1994
  - 3e étape de la 89er Stage Race
  - 3e du Tour de Toona
- 1995
  - 2e du Tour de Toona
- 1997
  -  Championne des États-Unis du contre-la-montre
  - 3e du Tour de Toona
- 1998
  - 1re étape de la Fitchburg Longsjo Classic
  - Chris Thater Memorial Criterium
  - 2e de la Fitchburg Longsjo Classic
- 1999
  -  Médaillée d'or du contre-la-montre aux Jeux panaméricains
  - 2e du championnat des États-Unis du contre-la-montre
  - 3e du Grand Prix des Nations
- 2002
  - 3e de la Tucson Bicycle Classic